# 纳府 (阿拉巴马州)
纳府（英文：Nauvoo），是美国阿拉巴马州下属的一座城市。面积约为0.99平方英里（约合2.56平方公里）。根据2010年美国人口普查，该市有人口221人，人口密度为223.23/平方英里（约合86.33/平方公里）。